# Kota Bumi
Kota Bumi is een bestuurslaag in het regentschap Bengkulu Selatan van de provincie Bengkulu, Indonesië. Kota Bumi telt 283 inwoners (volkstelling 2010).